# مات لانتر
ماثيو ماكيندري «مات» لانتر (بالإنجليزية: Matt Lanter)‏ (ولد 1 أبريل 1983) هو ممثل اميركي وعارض أزياء اشتهر بأدواره كهوراس كالويي في المسلسل الدرامي سياسي قصير على شبكة أي بي سي يدعى كوماندر أن تشيف، ودور صوت آناكن سكايوكر في فيلم حرب النجوم. مات أيضا حصرياْ انضم إلى طاقم الممثلين في 90210 كليام كورت، شخصية غير دائما في الموسم الأول، ولكم أصبح دائم من الموسم الأول فما بعد.

## حياته ومهنته
لانتر قد ولد في مدينة ماسيلون, في ولاية أوهايو, أبن جوزف «جو» لانتر وجانا بورسون. أنتقل إلى أتلانتا، جورجيا في عام 1991 عندما كان في الثامنة من عمره. لقد تخرج من ثانوية كولنز هيل في 2001. لقد لعب البيسبول، كرة القدم، كرة السلة، الجمباز والغولف ولقد لعب في فريق أتلانتا بريفز. لقد التحق بجامعة جورجيا, دارساْ أدارة الأعمال الرياضية، ولكن لقد أنجذب نحو التمثيل والأفلام.

## فيلموغرافيا
| Year | Title                         | Role            | Notes              |
| ---- | ----------------------------- | --------------- | ------------------ |
| 2004 | بوبي جونز: ميلاد أسطورة       | كاديّ بوبي جونز  |                    |
| 2007 | لدى جودي مسدس                 | إسحاق برنتيس    | فلم تلفزيون        |
| 2008 | طليعة 3: مطارد الأحلام        | كاك كونروي      | فلم تلفزيون        |
| 2008 | ألعاب حرب 2                   | ويل فارمر       | مباشرة إلى الفيديو |
| 2008 | حروب النجوم: الحروب المستنسخة | أناكين سكايولكر | صوت                |
| 2008 | فليم كارثة                    | ويل             |                    |
| 2009 | شجار نادي الفتيات             | كايّل تايسون     |                    |
| 2010 | فامبيرز ساك                   | إدوارد سولين    |                    |
| 2011 | رفيق الحجرة                   | جيسون تانر      | بعد الإنتاج        |
| 2011 | تينكر بيل: قصة شتوية          | سليد            | في الإنتاج         |

| Year               | Title                                          | Role                  | Notes                           |
| ------------------ | ---------------------------------------------- | --------------------- | ------------------------------- |
| 2004               | مطاردة الرجال: البحث عن أروع عارض أزياء أمريكا | نفسه                  | متنافس                          |
| 2005               | 8 قواعد بسيطة                                  | برندون                | حلقة: "بعد الحفلة"              |
| 2005               | نقطة ممتعة                                     | نيك                   | حلقات 3                         |
| 2006               | حب كبير                                        | جيبسون                | حلقة : "الطرد"                  |
| 2005– 2006         | القائد العام                                   | هوراك كالووي          | 18 حلقة (دور رئيسي)             |
| 2006               | الأبطال                                        | برودي ميتشم           | حلقات 5                         |
| 2006               | قرش                                            | أدي لندن              | حلقات 3                         |
| 2007               | تحقيق موقع الجريمة                             | راين لانسكو           | حلقة: "صقوت الأصنام"            |
| 2007               | مونك                                           | كليّ بريدجز            | حلقة: "سيد مونك والطيور والنحل" |
| 2007               | تشريح غري (مسلسل)                              | آدم ساينر             | حلقة: "في قلب المسألة"          |
| 2008               | حياة                                           | پاتريك بريدجر         | حلقة: "كل شيء...طول الوقت"      |
| 2008               | الأوكز                                         | مايك                  | حلقة: "تجريبية"                 |
| 2008– الوقت الحاضر | حروب النجوم: الحروب المستنسخة                  | أناكين سكايولكر (صوت) | حلقات 38 (دور رئيسي)            |
| 2009– الوقت الحاضر | 90210                                          | ليام كورت             | حلقات 30 (دور رئيسي\موسم 2)     |

## روابط خارجية
- مات لانتر على موقع IMDb (الإنجليزية)
- مات لانتر على موقع روتن توميتوز (الإنجليزية)
- مات لانتر على موقع ألو سيني (الفرنسية)
- مات لانتر على موقع أول موفي (الإنجليزية)
- مات لانتر على موقع قاعدة بيانات الأفلام السويدية (السويدية)
- مات لانتر على موقع إن إن دي بي (الإنجليزية)
- مات لانتر على موقع قاعدة بيانات الفيلم (الإنجليزية)
- مات لانتر على موقع كينوبويسك (الروسية)